# Kathleen Howard

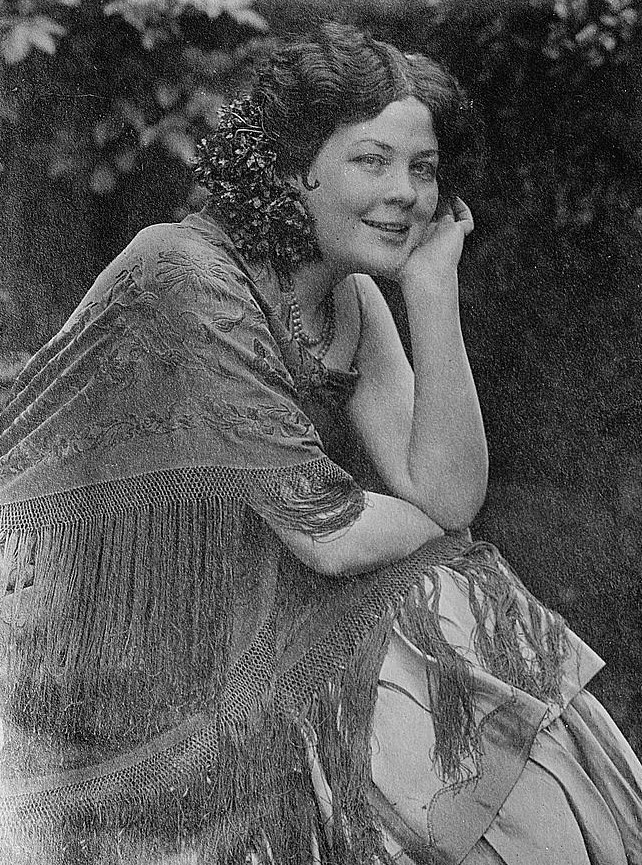
A Carmen (paper principal, 1913)

Kathleen Howard, nascuda a Clifton, Cascades del Niàgara (Ontario, Canadà) el 27 de juliol de 1884, i morta a Hollywood (Califòrnia) el 15 d'abril de 1956, va ser una cantant d'òpera i actriu canadenca.

## Biografia
Instal·lada de molt jove a Buffalo, als Estats Units, amb la seva família, Kathleen Howard va estudiar cant als anys 1900, primer a la seva ciutat, després a Nova York, amb Oscar Saenger, a París amb Jacques Bouhy i Jean de Reszke, i a Berlín amb Anna Schoen-René. Va debutar el 1907 a Metz (Mosel·la, França), a Il trovatore, de Giuseppe Verdi. Entre 1909 i 1915 va cantar sobretot a Darmstadt (Alemanya) –de 1909 a 1912–, a la Royal Opera House (Covent Garden) de Londres (Regne Unit) –temporada d'estiu, el 1913–, i per a la Century Opera Company a Nova York –de 1913 a 1915.
El novembre de 1916, Kathleen Howard va debutar al Metropolitan Opera de Nova York, amb Boris Godunov, de Modest Mussorgsky, i (uns dies més tard) Die Zauberflöte, de Wolfgang Amadeus Mozart. Dins d'aquest teatre d'òpera, interpretà 41 papers diferents, en els seus registres de contralt o mezzosoprano. Les tres òperes que cantà més vegades al Met són Faust, de Charles Gounod (37 vegades), Die Walküre, de Richard Wagner (42 vegades), i l'esmentat Boris Godounov (també 42 vegades). Destaquem també la seva (ocasional) participació en les altres tres òperes de la tetralogia de Wagner, així com en l'estrena mundial d'Il trittico, de Giacomo Puccini –encara al Met– l'any 1918, més precisament a Gianni Schicchi (que cantà 19 vegades). L'abril de 1928, amb Boris Godunov (Fyodor Chaliapin interpretant el paper principal), va posar fi a dotze anys d'actuació al Met i, al mateix temps, la seva primera carrera com a cantant.
Després de ser breument columnista de moda per a la revista Harper's Bazaar el 1928, Kathleen Howard va començar una nova carrera com a actriu a Hollywood el 1934, en papers secundaris, fins i tot en petits papers sense acreditar. Després va fer cinquanta-dues pel·lícules americanes, abans d'una darrera representació el 1951 (un episodi d'una sèrie de televisió dedicada al teatre), any en què es va retirar. En particular, interpretà tres pel·lícules al costat de W. C. Fields, el 1934 i el 1935 (incloent-hi Une riche affaire). Una de les seves pel·lícules més conegudes és Bola de foc (1941), amb Barbara Stanwyck i Gary Cooper; el seu últim paper va ser a Nascuda per al mal, de Nicholas Ray, estrenada el 1950.
És autora d'una autobiografia, dedicada als seus primers anys com a cantant, publicada el 1918ː Confessions of an Opera Singer.

## Repertori líric (selecció)
Produccions per al Metropolitan Opera House, tret que s'indiqui el contrariː
- 1907: Il trovatore, de Giuseppe Verdi
- 1913: Carmen, de Georges Bizet, amb Thomas Chalmers
- 1916: Boris Godunov, de Modest Moussorgski, amb Adam Didur
- 1916: Der Rosenkavalier, de Richard Strauss, amb Margarethe Arndt-Ober, Frieda Hempel
- 1916: Die Zauberflöte, de Wolfgang Amadeus Mozart, amb Melanie Kurt, Jacques Urlus
- 1917: Faust, de Charles Gounod, amb Giovanni Martinelli, Geraldine Farrar, Thomas Chalmers, direcció musical de Pierre Monteux
- 1917: Lakmé, de Léo Delibes, amb Maria Barrientos, Giovanni Martinelli, Giuseppe De Luca
- 1917: Die Meistersinger von Nürnberg, de Richard Wagner, amb Frieda Hempel
- 1917: Thaïs, de Jules Massenet, amb Geraldine Farrar, Pasquale Amato, Luca Botta, Léon Rothier
- 1917: Parsifal, de Richard Wagner, amb Melanie Kurt, Jacques Urlus
- 1917: Les noces de Figaro, de Wolfgang Amadeus Mozart, amb Giuseppe De Luca, Frieda Hempel, Geraldine Farrar, Adamo Didur
- 1917: Mârouf, savetier du Caire, d'Henri Rabaud, amb Giuseppe De Luca, Frances Alda, Thomas Chalmers, direcció musical de Pierre Monteux
- 1917: Das Rheingold –pròleg de L'anell dels Nibelungs–, de Richard Wagner, amb Melanie Kurt
- 1917: Die Walküre –1a part de L'anell dels Nibelungs–, de Richard Wagner, amb Johanna Gadski, Melanie Kurt, Jacques Urlus
- 1917: Siegfried –2a part de L'anell dels Nibelungs– de Richard Wagner, amb Johanna Gadski, Carl Braun
- 1918: El gall d'or, de Nikolaï Rimski-Korsakov, amb Adamo Didur, direcció musical de Pierre Monteux
- 1918: La Fille du régiment, de Gaetano Donizetti, amb Frieda Hempel
- 1918: Francesca da Rimini (Zandonai), de Riccardo Zandonai, amb Frances Alda, Giovanni Martinelli
- 1918: Rigoletto, de Giuseppe Verdi, amb Giuseppe De Luca, Maria Barrientos

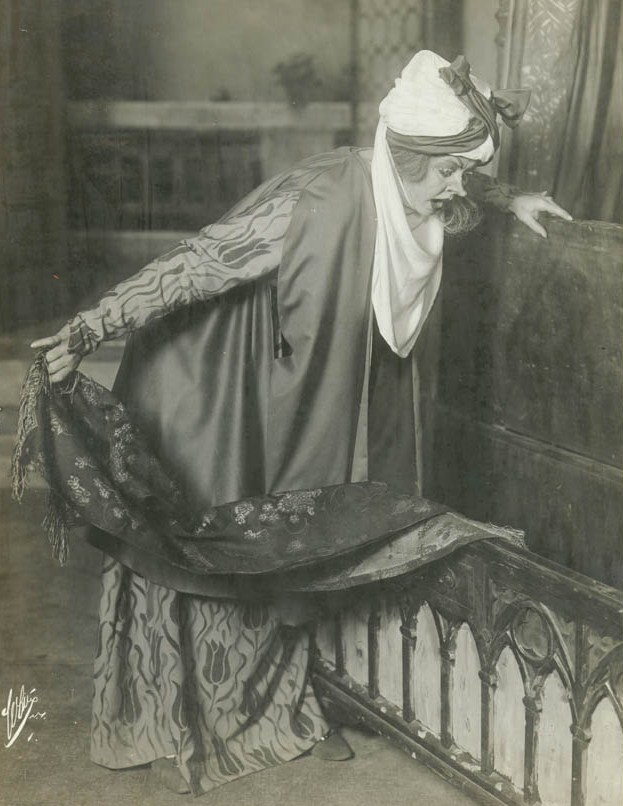
A Gianni Schicchi (en el paper de Zita, 1918)

- 1918: Gianni Schicchi –Il trittico–, de Giacomo Puccini, amb Giuseppe De Luca, Florence Easton (première mundial; rol de Zita, interpretat 19 cops fins al 1928)
- 1919: Il tabarro –Il trittico–, de Giacomo Puccini, amb Claudia Muzio, Giulio Crimi, Adamo Didur (rol de Frugola, interpretat 5 cops fins al 1920)
- 1919: Martha (òpera) de Friedrich von Flotow, amb Maria Barrientos, Enrico Caruso (a Atlanta; rol de Nancy, interpretat 18 cops fins al 1927)
- 1919: Oberon de Carl Maria von Weber, amb Paul Althouse, Rosa Ponselle, Giovanni Martinelli (rol de Fatima, interpretat 6 cops fins al 1920)
- 1919: Mireille, de Charles Gounod, amb Maria Barrientos, Charles Hackett, direcció musical de Pierre Monteux (rol de Taven, interpretat 4 cops aquest mateix any)
- 1919: La Reine Fiammette, de Xavier Leroux, amb Geraldine Farrar, Adamo Didur, direcció musical de Pierre Monteux (rol d’Agramente, interpretat 5 cops aquest mateix any)
- 1919: L'italiana in Algeri, de Gioachino Rossini, amb Giuseppe De Luca (rol de Zulma, interpretat 4 cops fins al 1920)
- 1920: Eugène Onéguine de Piotr Ilitch Tchaïkovski, amb Giuseppe De Luca, Adamo Didur, Giovanni Martinelli (rol de Filippievna, interpretat 7 cops fins al 1921)
- 1920: Mefistofele d'Arrigo Boito, amb Beniamino Gigli, Adamo Didur, Frances Alda, Florence Easton (rol de Marta, interpretat 26 cops fins al 1925)
- 1920: Zaza, de Ruggero Leoncavallo, amb Geraldine Farrar, Giulio Crimi, Pasquale Amato (rol d’Anaide, interpretat 23 cops fins al 1922)
- 1921: Andrea Chénier d'Umberto Giordano, amb Beniamino Gigli (a Filadèlfia; rol de la Comtesse de Coigny, interpretat 31 cops fins al 1928)
- 1922: Roméo et Juliette, de Charles Gounod, amb Beniamino Gigli, Lucrezia Bori, Giuseppe De Luca (rol de Gertrude, interpretat 3 cops fins al 1923)
- 1922: La Demoiselle des neiges (Sniegourotchka) de Nikolai Rimski-Korsakov, amb Lucrezia Bori, Thomas Chalmers, Léon Rothier (rol de Bobylikha, interpretat 11 cops fins al 1923)
- 1924: Les Contes d'Hoffmann, de Jacques Offenbach (rol de Nicklausse / La Muse, interpretat 18 cops fins al 1928)
- 1924: Jenůfa, de Leoš Janáček, amb Maria Jeritza (rol de l'àvia, interpretat 5 cops fins al 1925)
- 1925: Falstaff, de Giuseppe Verdi, amb Antonio Scotti, Lucrezia Bori, Beniamino Gigli, direcció musical de Tullio Serafin (rol de Meg Page, interpretat 20 cops fins al 1927)
- 1925: Pelléas et Mélisande, de Claude Debussy, amb Edward Johnson, Lucrezia Bori (rol de Geneviève, interpretat 15 cops fins al 1928)
- 1926: La vida breve, de Manuel de Falla, amb Lucrezia Bori, Armand Tokatyan, direcció musical de Tullio Serafin (rol interpretat 5 cops aquest mateix any)

## Filmografia (selecció)
- 1934: La mort prend des vacances o Trois jours chez les vivants, de Mitchell Leisen
- 1934: Dollars et whisky, d'Erle C. Kenton
- 1934: One More River, de James Whale
- 1934: Once to Every Bachelor, de William Nigh
- 1934: Lady by Choice, de David Burton
- 1934: Une riche affaire, de Norman Z. McLeod
- 1935: Les Joies de la famille, de Clyde Bruckman i W. C. Fields.
- 1937: Stolen Holiday, de Michael Curtiz
- 1938: Lettre d'introduction de John M. Stahl
- 1939: First Love, de Henry Koster
- 1939: Petit accident, de Charles Lamont
- 1939: Three Smart Girls Grow Up, de Henry Koster
- 1940: Mystery Sea Raider d'Edward Dmytryk
- 1940: Young People, d'Allan Dwan
- 1940: Five Little Peppers in Trouble, de Charles Barton[6]

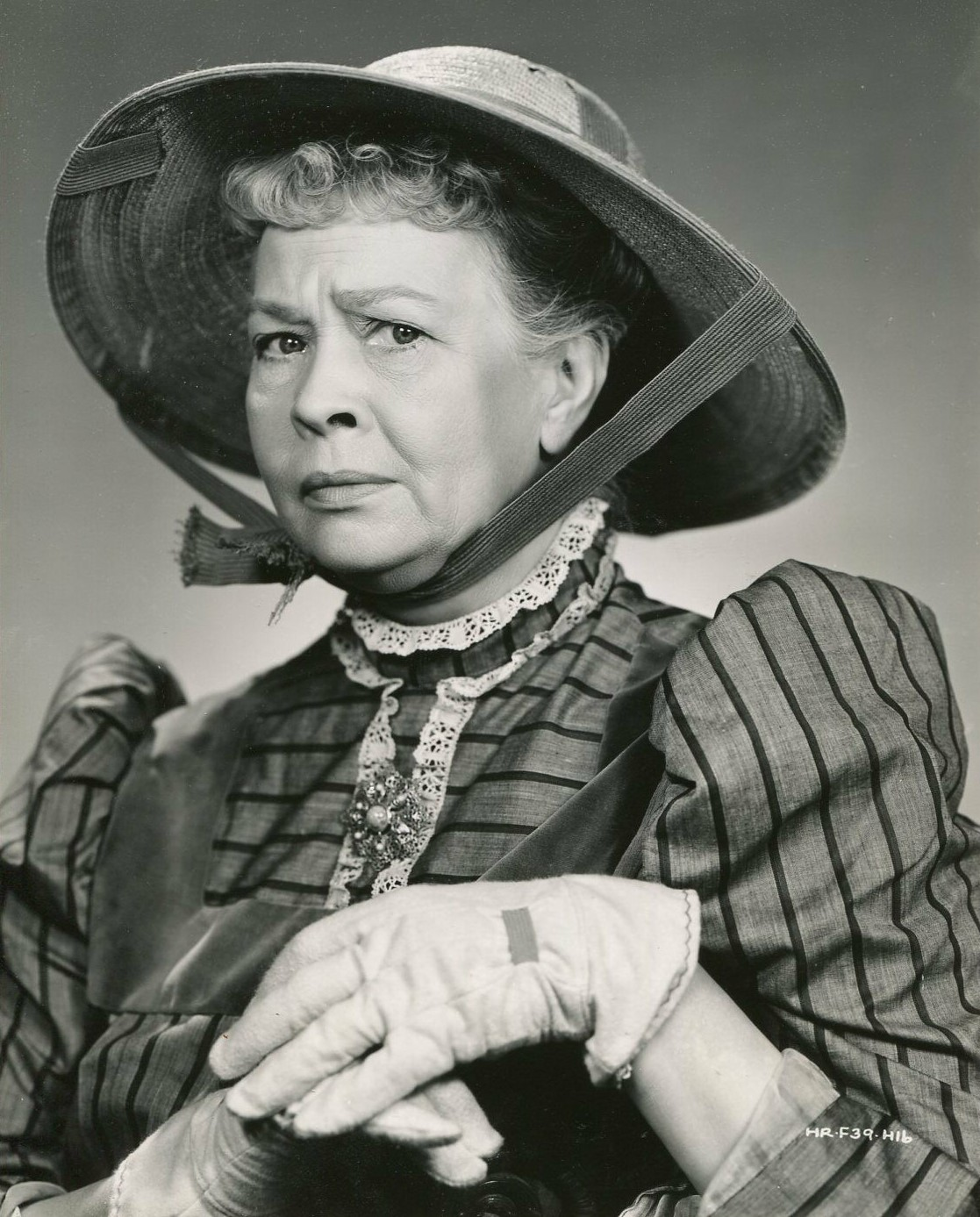
Foto promocional de Miss Polly (1941)

- 1941: A Girl, a Guy and a Gob, de Richard Wallace
- 1941: Bola de foc, de Howard Hawks
- 1941: Sweetheart of the Campus, d'Edward Dmytryk
- 1941: Miss Polly, de Fred Guiol
- 1941: Blossoms in the Dust, de Mervyn LeRoy
- 1942: Ballant neix l'amor, de William A. Seiter
- 1942: The Mad Martindales, d'Alfred L. Werker
- 1942: My Secretary Works Nights ( Take a Letter, Darling ) de Mitchell Leisen
- 1943: Steel Sharks ( Crash Dive ) d'Archie Mayo
- 1944: Laura, d'Otto Preminger
- 1945: Shady Lady, de George Waggner
- 1946: Centennial Summer, d'Otto Preminger
- 1947: The Late George Apley, de Joseph L. Mankiewicz
- 1947: Cynthia, de Robert Z. Leonard
- 1947: Curley, de Bernard Carr
- 1948: The Bride goes Wild, de Norman Taurog
- 1948: El plor de la ciutat, de Robert Siodmak
- 1950: The Petty Girl, de Henry Levin
- 1950: Nascuda per al mal, de Nicholas Ray